# Cúspide
Cúspide é a ponta ou extremidade aguda, seja num ferrão de um animal, numa pirâmide ou outro.
Na odontologia define-se como cada uma das pontas formadas na extremidade de atrito, contato, dos dentes. Multicúspide, ou multicúspido diz-se dos dentes que tem muitas pontas, como os molares, nos mamíferos em geral e especialmente no homem. Na espécie humana, os caninos são dotados de apenas uma cúspide, os pré-molares de duas, e os molares de quatro a cinco.
Este conceito é fundamental para definir determinadas questões em evolução dos seres vivos, em Biologia e Paleontologia, pois répteis, por exemplo, apresentam, além de dentes indiferenciados (todos de mesma estrutura e morfologia), dentes monocúspides, e diversos amniotas, ancestrais dos mamíferos, apresentam já diferenciação de dentes, e posteriormente, apresentam dentes multicúspides.
Na anatomia, também é termo utilizado na cardiologia referindo-se aos componentes da valva tricúspide e da valva mitral do coração.